# Андалузит
Андалузи́т — від назви іспанської області Андалузія) — мінерал підкласу силікатів, ортосилікат алюмінію острівної будови).
Вперше був знайдений в 1798 році в Андалузії (Іспанія), через що і отримав свою назву.

## Загальний опис
Хімічний склад Al2O[SiO4]. Утворює стовпчасто-призматичні кристали та зернисті або променисті агрегати. Містить (%): Al2О3 — 63,2; SiO2 — 36,8. Домішки: Fe3+, Ti, Mg, Fe2+,Са та ін.
Сингонія ромбічна.
Густина 3,14-3,22.
Твердість 7,0-7,5.
Кристали витягнуті по осі, призматичні, ізометричні. Важливий мінерал контактово-метаморфічних утворень.
Колір сірий, рожевий, іноді зеленуватий, рідко фіалковий.
Блиск скляний.
Андалузит застосовується в промисловості порцеляновій та вогнетривів, а також в електрометалургії.
Прозорий андалузит вживається як дорогоцінний камінь.
Різновиди андалузиту: віридин та хіастоліт.
Андалузит марганцевий — відміна андалузиту червоного кольору, яка містить до 7 % Mn2O3 і до 5 % Fe2O3.

## Родовища
Найбільше родовище андалузиту Уайт-Маунтін (США, штат Каліфорнія). Прозорі різновиди андалузиту зустрічаються в Індії, Шрі-Ланці, Бразилії, Танзанії, Іспанії та ін. країнах. Світові запаси Андалузит оцінюються в 175 млн т. Використовують як вогне- та кислототривкий матеріал, прозорий андалузит — дорогоцінний камінь. Від назви провінції Андалузії в Іспанії.
В Україні (Олевський район Житомирської області), у Казахстані (Семіз-Бугу), Каліфорнії (Вайт-Маунтен).

## Переробка
Найпростіший спосіб збагачення андалузиту — важкосередо-вищна сепарація. Такий спосіб збагачення може бути використаний для матеріалу крупніше 0,5 мм. Більш тонкий андалузит збагачу-ється важкосередовищною сепарацією і флотацією. Для первинних андалузитових руд застосовується схема з використанням важко-середовищної сепарації. Відповідно з технологічною схемою руду дроблять у валковій дробарці і направляють на мокре грохочення. Підрешітний продукт (шлами) скидають у відвал, а надрешітний промивають у барабанному грохоті для відділення крупного класу +25 мм, який видаляється у відвал. Клас –25 мм знешламлюється в гідроциклонах, злив яких (шлами крупністю 0 — 0,5 мм) також ски-дається у відвал. Знешламлений матеріал після відтирки і грохо-чення для остаточного відділення шламів збагачується в дві стадії у важкосередовищних гідроциклонах. При флотаційному збагаченні застосовуються реагенти: збирачі — олеїнова кислота (рН 9), нафтенові масла та ін., депресор — рідке скло; при відділенні андалузиту від кварцу флотація проводиться в кислому середовищі.